# Jürgen Gröbler
Jürgen Gröbler (* 31. Juli 1946 in Magdeburg) ist ein ehemaliger Rudertrainer.

## Leben
Gröbler studierte Sportwissenschaft an der Deutschen Hochschule für Körperkultur in Leipzig. Spezialisiert auf Wassersportarten, schloss er sein Studium 1970 mit einer Diplomarbeit zum Thema „Biomechanische Technikanalyse im Kanurennsport. Auswertung von Testuntersuchungen“ ab.
Nach dem Studium wurde Gröbler am Magdeburger Leistungszentrum angestellt und etablierte sich schnell als erfolgreicher Rudertrainer der DDR. Zwischen 1972 und 1988 holten seine Schützlinge zahlreiche Medaillen bei internationalen Regatten, beginnend mit der Bronzemedaille von Wolfgang Güldenpfennig bei den Olympischen Spielen 1972 in München. Ab 1976 gewann bei allen Olympischen Spielen – mit Ausnahme der Boykott-Spiele 1984 in Los Angeles – einer seiner Schützlinge die Goldmedaille. Später gab Gröbler zu, dass er in der DDR seine Sportler aktiv zum Doping aufgefordert hatte. Er entschuldigte dies damit, dass er am falschen Ort geboren worden sei und es nicht möglich war, wegzulaufen.
Nach der Wende arbeitslos geworden, wechselte er 1991 nach Großbritannien und wurde beim altehrwürdigen Leander Club angestellt, wo er Steven Redgrave und Matthew Pinsent trainierte. Diese erreichten bei den Olympischen Spielen 1992 in Barcelona und 1996 in Atlanta jeweils die Goldmedaille. Vier Jahre später holten James Cracknell, Tim Foster, Redgrave und Pinsent im Vierer die Goldmedaille, 2004 wurde die Goldmedaille im Vierer von Steve Williams, Cracknell, Ed Coode und Pinsent geholt. Auch 2008, 2012 und 2016 gewannen die von ihm trainierten britischen Sportler im Vierer jeweils die Goldmedaille. Bei Ruderweltmeisterschaften gewannen seine Schützlinge zwischen 1993 und 2014 insgesamt 14 Gold- und drei Silbermedaillen. Nach der Verschiebung der Olympischen Spiele 2020 in Tokio, in Folge der weltweiten Coronapandemie, trat Gröbler im selben Jahr in den Ruhestand.
2000 gewann Gröbler den Sports Personality of the Year Coach Award der BBC. 2017 wurde er bei der Verleihung der Sports Industry Awards für sein Lebenswerk geehrt. 2018 veröffentlichten der ehemalige Spitzenruderer Hugh Matheson und der Ruderjournalist Christopher Dodd das biografische Buch „More Power: The Story of Jurgen Grobler: The most successful Olympic coach of all time“. Gröbler hat einen Sohn und lebt mit seiner Frau in Henley-on-Thames, dem Austragungsort der geschichtsträchtigen Henley Royal Regatta westlich von London.

## Trivia
Wegen der bei den Briten nicht bekannten Umlaute in seinem Namen wird er in Großbritannien meist als Jurgen Grobler oder Juergen Grobler geführt.